# Susanna ha dormito qui
Susanna ha dormito qui (Susan Slept Here) è un film statunitense del 1954 diretto da Frank Tashlin.
È basato sulla commedia teatrale omonima di Steve Fisher e Alex Gottlieb. La trama è stata poi utilizzata ancora una volta dal regista Frank Tashlin per il film del 1962 L'appartamento dello scapolo. Il film è stato candidato a due Oscar, per la migliore colonna sonora (la canzone originale Hold My Hand) e per il miglior sonoro.

## Trama
Mark Christopher è uno sceneggiatore hollywoodiano di successo, che però soffre di un blocco dello scrittore: da quando ha vinto un premio Oscar non è stato più capace di scrivere una sceneggiatura decente.
Un giorno, la vigilia di Natale, il sergente Sam Hanlon porta la diciassettenne Susan Landis nel lussuoso appartamento di Mark. Susan, abbandonata dalla madre, è stata arrestata per vagabondaggio e per aver colpito un marinaio con una bottiglia. Non volendo tenerla in prigione durante le vacanze e consapevole che Mark era interessato a scrivere una sceneggiatura sul tema della delinquenza giovanile, il poliziotto decide di fare uno strappo alla regola e lascia che Susan rimanga con Mark per un paio di giorni, fino al 26 dicembre, quando la ragazza dovrà comparire davanti al giudice.
Mark è titubante, ma alla fine si convince ad accogliere la ragazza. Susan però non va molto d'accordo con la fidanzata di Mark, Isabella Alexander, figlia oltretutto di un senatore. La gelosia di Isabella cresce quando Susan inizia ad avere una cotta per Mark. La segretaria di Mark, Maude Snodgrass, il suo migliore amico Virgil e il suo avvocato Harvey Butterworth fanno quallo che possono per tenere la situazione sotto controllo.
Quando Harvey si lascia sfuggire che Susan probabilmente rimarrà in un carcere minorile fino all'età di 18 anni, Mark la porta subito a Las Vegas e lì la sposa. Il matrimonio, spiega ai suoi amici, durerà quel tanto che basta per convincere il giudice che Susan non ha fatto nulla di male. Per evitare di consumare il matrimonio, porta Susan a ballare finché non la ragazza non crolla per la stanchezza e si addormenta.
Mark poi sgattaiola in una capanna sulle montagne della Sierra Nevada per lavorare alla sceneggiatura insieme a Maude. Il matrimonio viene riportato dai giornali, e così Isabella, infuriata, affronta Susan, ma viene trascinata via da Hanlon e dal suo collega poliziotto.
Alcune settimane dopo, Susan va a trovare Mark, determinata a convincerlo che il loro è un vero matrimonio. È incoraggiata da Maude, che si rammarica ancora di aver abbandonato il suo amore d'infanzia per tentare la carriera di attrice a Hollywood. Susan si rifiuta di firmare i documenti di annullamento, mentre Mark si rifiuta ancora di consumare il matrimonio.
Alla fine Mark comprende di essere davvero innamorato di Susan.

## Produzione
Le riprese del film, prodotto dalla RKO Radio Pictures e diretto da Frank Tashlin, durarono da metà dicembre 1953 a fine gennaio 1954.

## Distribuzione
Il copyright del film, richiesto dalla RKO Radio Pictures, Inc., fu registrato il 14 luglio 1954 con il numero LP4074.
Il film fu distribuito negli Stati Uniti nel 1954 dalla RKO Radio Pictures, presentato in prima mondiale a San Francisco il 14 luglio. A Los Angeles, il film uscì il 28 luglio e a New York il 29 luglio.
È stato pubblicato in DVD negli Stati Uniti dalla Warner Home Video nel 2010.
Alcune delle uscite internazionali sono state:
- negli Stati Uniti il 14 luglio 1954 (San Francisco, California, première)
- negli Stati Uniti il 28 luglio 1954 (Los Angeles, California)
- negli Stati Uniti il 29 luglio 1954 (New York City, New York)
- in Portogallo il 21 ottobre 1954 (As Três Noites de Susana)
- in Belgio il 26 novembre 1954 (La fugue de Suzanne)
- nei Paesi Bassi il 26 novembre 1954
- in Austria il 28 gennaio 1955 (Eine Nacht mit Susanne)
- in Spagna il 31 gennaio 1955 (Las tres noches de Susana)
- in Svezia il 14 marzo 1955 (Susan sov hos mej)
- in Giappone il 23 marzo 1955
- in Germania Ovest il 22 aprile 1955
- in Finlandia il 6 maggio 1955 (Susanna nukkui täällä)
- in Francia il 12 maggio 1955 (Suzanne découche)
- in Danimarca il 16 maggio 1955 (Susan sov her)
- in Italia (Susanna ha dormito qui)
- in Grecia (Pou koimithike i Susana?)

### Promozione
La tagline è: "She slept in his bed...wore his pajamas - THEN SHE REALLY TOOK OVER!".